# کورت اشمیت
کورت اشمیت (به آلمانی: Kurt Schmitt) (زاده ۷ اکتبر ۱۸۸۶ – درگذشته ۲ نوامبر ۱۹۵۰) یک اقتصاددان آلمانی و وزیر اقتصاد رایش سوم از ۲۹ ژوئن ۱۹۳۳ تا ۳ اوت ۱۹۳۴ بود.